# 前骨間神経
前骨間神経(ぜんこっかんしんけい)は正中神経の分枝であり、尺側深指屈筋を除いた前腕前面の深部の筋を支配する。前骨間動脈に並走し、前腕骨間膜の前面、長母指屈筋と深指屈筋の間を通る。前者の全体を支配し、後者の母指側半分を支配する。方形回内筋と手首関節の下で終わる。簡便のため、この神経を正中神経の一部とみなすことが多い。正中神経は尺側深指屈筋、尺側手根屈筋を除いた前腕のすべての屈筋を支配する。

## 神経支配
前骨間神経は前腕深部の以下の3つの筋を支配する。
- 長母指屈筋
- 方形回内筋
- 母指側半分の深指屈筋

また、手首と手根間関節の前面を支配する。

## 障害
正中神経の枝であるため、手根管の内圧が上がることにより神経が圧迫されると影響が出る。これを前骨間症候群という。前骨間症候群になると、前骨間神経に支配されている筋が衰える。前骨間神経は感覚繊維を持たないため、感覚麻痺は生じない。非外科的治療にスプライシング、近位組織マッサージ、抗炎症薬がある。外科的治療には、神経周囲組織に手を加え神経圧迫を取り除くものがある。

## 臨床的意義
末梢神経障害によって尺骨神経支配の筋が麻痺した際、前骨間神経移植で補強することがよくある。